# Verband Deutscher Hantelsportler
Der Verband Deutscher Hantelsportler (VDH) war eine Bodybuildingorganisation mit Sitz in Essen.

## Geschichte
Gegründet wurde der VDH im Dezember 1964 von einigen Studiobesitzern als Konkurrent zum damals dominierenden Bund Deutscher Bodybuilder (BDB) in Form eines eingetragenen Vereins. Vorsitzender bis zu seinem Tod im Jahr 1983 war Peter Fasching. Bei den Mitgliedern hatte der Verein seinen Schwerpunkt in Nordrhein-Westfalen. Zunächst lautete der Name „Verein deutscher Hantelsportler e.V.“, bis er im Januar 1966 seinen endgültigen Namen erhielt. Der Verein hatte zu diesem Zeitpunkt 847 Mitglieder. Als Organ diente zunächst der Muskelbilder, dann das Athletik-Sportjournal (ASJ). Der VDH schloss sich dem IFBB, die Verbände veranstalteten zusammen die jährlichen Europameisterschaften im Bodybuilding im Saalbau Essen.
Nationale Meisterschaften wurden erst ab 1975 ausgetragen. Am 24. September 1972 richtete der VDH den Mr. Olympia-Wettbewerb aus, der als einer Höhepunkte der Bodybuilding-Geschichte gilt. Zum einen traten mit Sergio Oliva, Arnold Schwarzenegger, Frank Zane und Serge Nubret einige der bedeutendsten Athleten der „Goldenen Ära des Bodybuildings“ gegeneinander an. Zum anderen gewann Schwarzenegger bei diesem Wettkampf seinen dritten Mr. Olympia-Titel. Bereits 1970 zeichnete der VDH Schwarzenegger als erfolgreichstes VDH-Mitglied des Jahres 1969 aus.
Ende der 1970er-Jahre begann der VDH, auch Frauen bei regionalen Bodybuilding-Wettbewerben auftreten zu lassen, was zur ersten nationalen Frauen-Bodybuilding-Meisterschaft im Jahr 1981 führte.
Im Jahr 1977 kam es zum Bruch des VDH mit dem IFBB, als Peter Fasching den IFBB-Präsidenten Ben Weider aufforderte, eine Trennung zwischen seinem Amt und seinen privaten Geschäften vorzunehmen. Fasching drohte mit Austritt des VDH aus dem IFBB, sollte dieser weiterhin Sportlern wie Sergio Oliva und Serge Nubret die Auftritten bei VDH-Meisterschaften verbieten. Als Fasching diesen Schritt wahr machte, wechselte Albert Busek, der nach Auseinandersetzungen mit Rolf Putziger zwei Jahre zuvor vom Deutschen Kraftsportverband (DKV, Nachfolger des BDB) kommend als Chefredakteur des ASJ beim VDH eingestiegen war, zurück zum DKV. 1980 setzte Busek als Geschäftsführer des nun so bezeichneten Deutschen Bodybuilding- und Kraftsportverbands (DBKV) durch, dass bei deutschen Meisterschaften nur noch Athleten starten durften, die Mitglied im DBKV waren. Und nur dabei konnten sich Sportler für vom IFBB veranstaltete internationale Wettkämpfe qualifizieren. Diese Regelung und die Abspaltung eines Bundes Deutscher Bodybuilder (der nichts mit dem ursprünglichen zu tun hatte) vom VDH im Jahr 1981 oder 1982 führte dazu, dass der VDH seine Bedeutung verlor.

## Weblink
- UFA-Wochenschau vom 6. Oktober 1970 mit Aufnahmen von der vom VDH organisierten Europameisterschaft in Essen (ab 6 min 44 s) hier: